# Рекіан
Рекіан (порт. Requião; МФА: [ʁɨ.ki.ˈɐ̃w]) — парафія в Португалії, у муніципалітеті Віла-Нова-де-Фамалікан. Розташована в північно-західній частині країни, на теренах історичної португальської провінції Дору-Міню. Входить до складу округу Брага. За адміністративним поділом, чинним до 1976 року, терени парафії були складовою провінції Міню. Належить до Бразької архідіоцезії Католицької церкви. Патрон — святий Сильвестр. Площа — 7,4164 км². Населення — 3376 ос. (2011). Середньо урбанізований регіон. Густота населення — 455,21 осіб/км²
. Код — 031233.

## Населення
| Кількість мешканців | Кількість мешканців | Кількість мешканців | Кількість мешканців | Кількість мешканців | Кількість мешканців | Кількість мешканців | Кількість мешканців | Кількість мешканців | Кількість мешканців | Кількість мешканців | Кількість мешканців | Кількість мешканців | Кількість мешканців | Кількість мешканців |
| ------------------- | ------------------- | ------------------- | ------------------- | ------------------- | ------------------- | ------------------- | ------------------- | ------------------- | ------------------- | ------------------- | ------------------- | ------------------- | ------------------- | ------------------- |
| 1864                | 1878                | 1890                | 1900                | 1911                | 1920                | 1930                | 1940                | 1950                | 1960                | 1970                | 1981                | 1991                | 2001                | 2011                |
| 1 154               | 1 149               | 1 175               | 1 309               | 1 373               | 1 329               | 1 432               | 1 669               | 1 820               | 2 105               | 2 343               | 2 435               | 2 850               | 3 034               | 3 376               |